# روزاريو غارسيا أوريلانا
روزاريو غارسيا أوريلانا هي مغنية أوبرا ومغنية كوبية، ولدت في 2 أكتوبر 1905، وتوفيت في 3 نوفمبر 1997.